# Pałac w Dębicach
Pałac w Dębicach (niem. Schloss Dambritsch) – zabytkowy pałac  w Dębicach – wsi w Polsce, w województwie dolnośląskim, w powiecie średzkim, w gminie Malczyce.
Obiekt wybudowany w latach 1906-1907 (w tamtym okresie teren zaboru pruskiego, niem. Dambritsch). Obecnie w stanie ruiny, wpisany do rejestru zabytków 24 kwietnia 1990.

## Opis
Obiekt jest częścią zespołu pałacowo-folwarcznego, w skład którego wchodzą także: 
- park z XVIII-XX w.;
- spichrze: I z 1795, II z XIX w. i III z początku XX w.;
- obory I i II, wozownia, oficyna, kuźnia, stolarnia, stodoła, wozownia, rządcówka i ogrodzenie z bramą wjazdową z około 1910

## Historia
W 1884 Dębice, wraz ze starym pałacem, kupił Karol Wilhelm II Scheibler, znany fabrykant z Łodzi. W 1930 majątek w dzierżawił Wilhelm Schulze. Po śmierci Karola Wilhelma II właścicielką stała się wdowa Anna Julia (1864-1945), córka Ludwika Grohmana z Kwietna. Pełnomocnikami byli: von Kramsta z Chwalimierza i Franz Hoppe z Dębic. Majątek obejmował 691 ha. Przy folwarku działała gorzelnia i mleczarnia. W latach 30. XX w. naziści przejęli nowy pałac i urządzali w nim obozy szkoleniowe.
Po II wojnie światowej majątek i pałace przejęła Armia Czerwona i przebywała w nim do 1953. W tym czasie rozebrano stary pałac i na jego miejscu postawiono wiatę z pustaków, która stoi do dziś. Nowy pałac miał więcej szczęścia. Po przejęciu przez Zakład Rolny Dębice podległy PGR-owi w Środzie Śląskiej użytkowany był przez biura zakładu. Budynek nadal był dewastowany, a na przełomie lat 50. i 60. XX w. wybuchł w nim pożar, podczas którego zniszczeniu uległ dach i wieża. W 1994 Agencja Własności Rolnej Skarbu Państwa sprzedała majątek prywatnemu inwestorowi, który planował odbudowę pałacu. Nigdy jej nie rozpoczęto. 

### Stary pałac
Wybudowany w 1795 przez hrabiego von Pertkenau w stylu neoklasycystycznym zamykający czworokąt rozległego folwarku. Budowla posadowiona na planie prostokąta, podpiwniczona, dwukondygnacyjna z centralnym trzykondygnacyjnym ryzalitem z głównym wejściem przez wgłębiony portyk. Bryłę pałacu przykryto dachem mansardowym z lukarnami. Po przebudowie w XIX w. nabrała cech neobarokowych. Okna posiadały opaski i drewniane okiennice. Pałac rozebrano w latach 50. XX w..

### Nowy pałac
Pałac wybudował na planie litery „L" na początku XX w. Karol Wilhelm II Scheibler. Budynek murowany z cegły na kamiennym cokole, otynkowany, podpiwniczony, dwukondygnacyjny przykryto dachem czterospadowym z lukarnami. Główne wejście z podjazdem w centralnym, trzykondygnacyjnym ryzalicie zawarte było w dziewięcioosiowej elewacji zachodniej. W części parterowej po obu stronach drzwi wejściowych dwa ślepe okna. Wejście poprzedzał portyk kolumnowy podpierający dwiema podwójnymi kolumnami niewielki balkon z tralkową, kamienną balustradą (obecnie nie zachowany). Ryzalit wieńczył nieistniejący półokrągły fronton. Zachowany jest jego wschodni odpowiednik. W narożu północno-zachodnim nad pałacem dominuje kwadratowa wieża o czterech kondygnacjach z mezzaninem z zachowaną metalową konstrukcją zadaszenia. W elewacji północnej parterowy prostokątny ryzalit. Elewacja wschodnia (ogrodowa) bocznego skrzydła trzyosiowa z parterowym półokrągłym ryzalitem środkowym i dwubiegowymi schodami. Elewacje podzielone są gzymsami i pilastrami. Część pilastrów jest boniowana. Otwory okienne ujęto kamiennymi opaskami, na drugiej kondygnacji opaskami ze zwornikiem. 
Piękno pałacu wraz z wnętrzami ukazują zachowane zdjęcia z około 1912, a rozmiar dewastacji zestawienie dawnych obrazów ze zdjęciami stanu dzisiejszego.
Najlepiej zachowany z całego założenia pałacowo-parkowego jest zadbany park ze starodrzewem i stadem danieli oraz odnowiony budynek administratora dóbr (zarządcy) z dobrze zachowaną metalową ozdobną bramą.

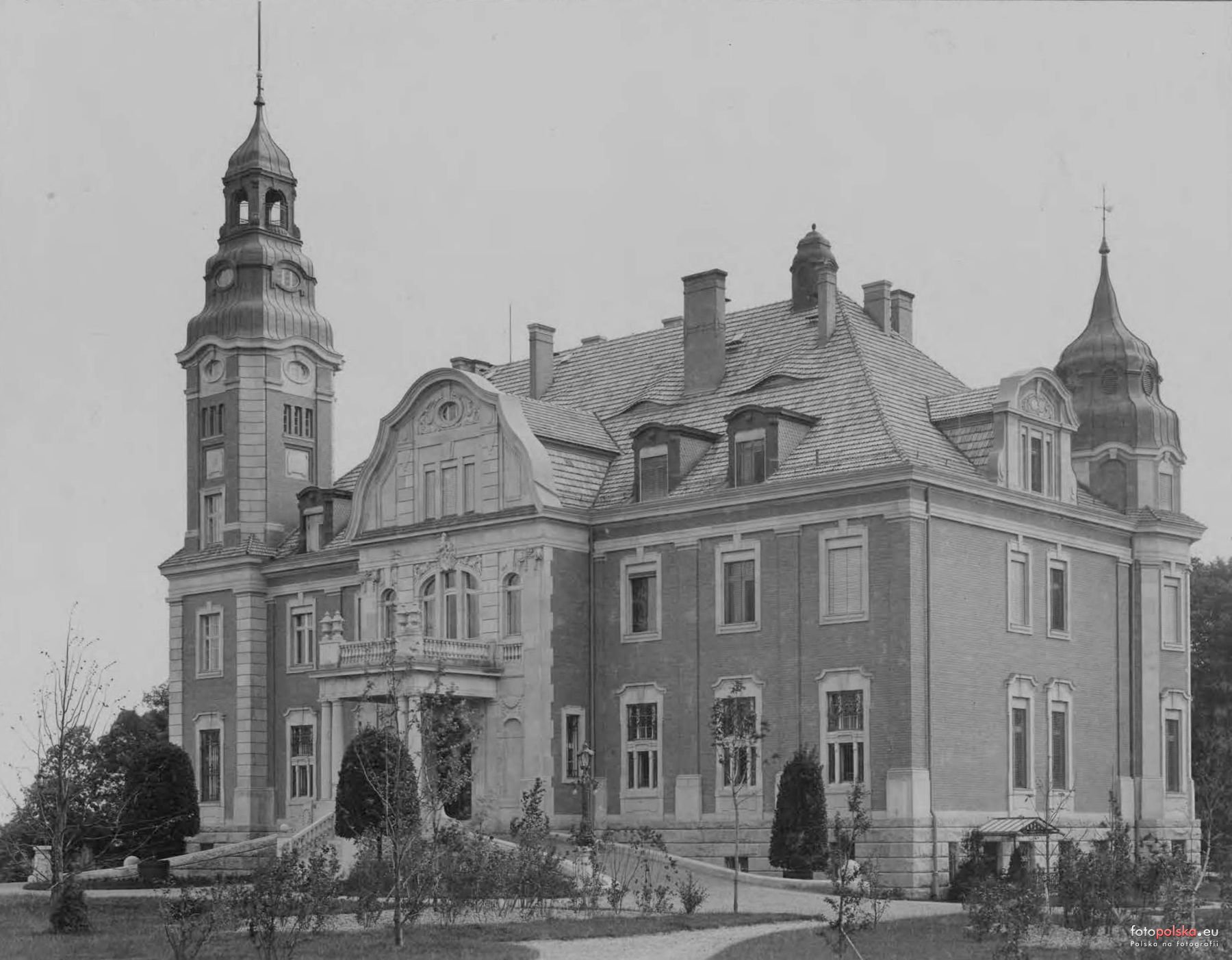
Nowy pałac. Front (1912)
- Nowy pałac (od parku) (1912)
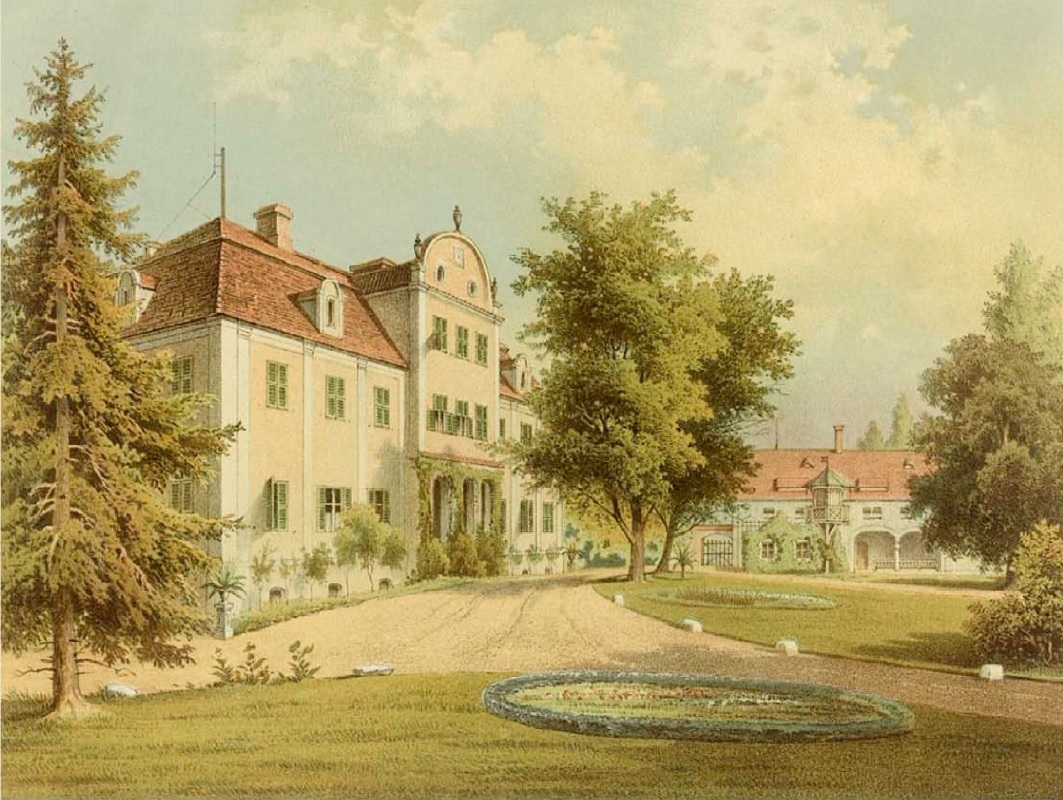
Stary pałac wg A.  Dunckera
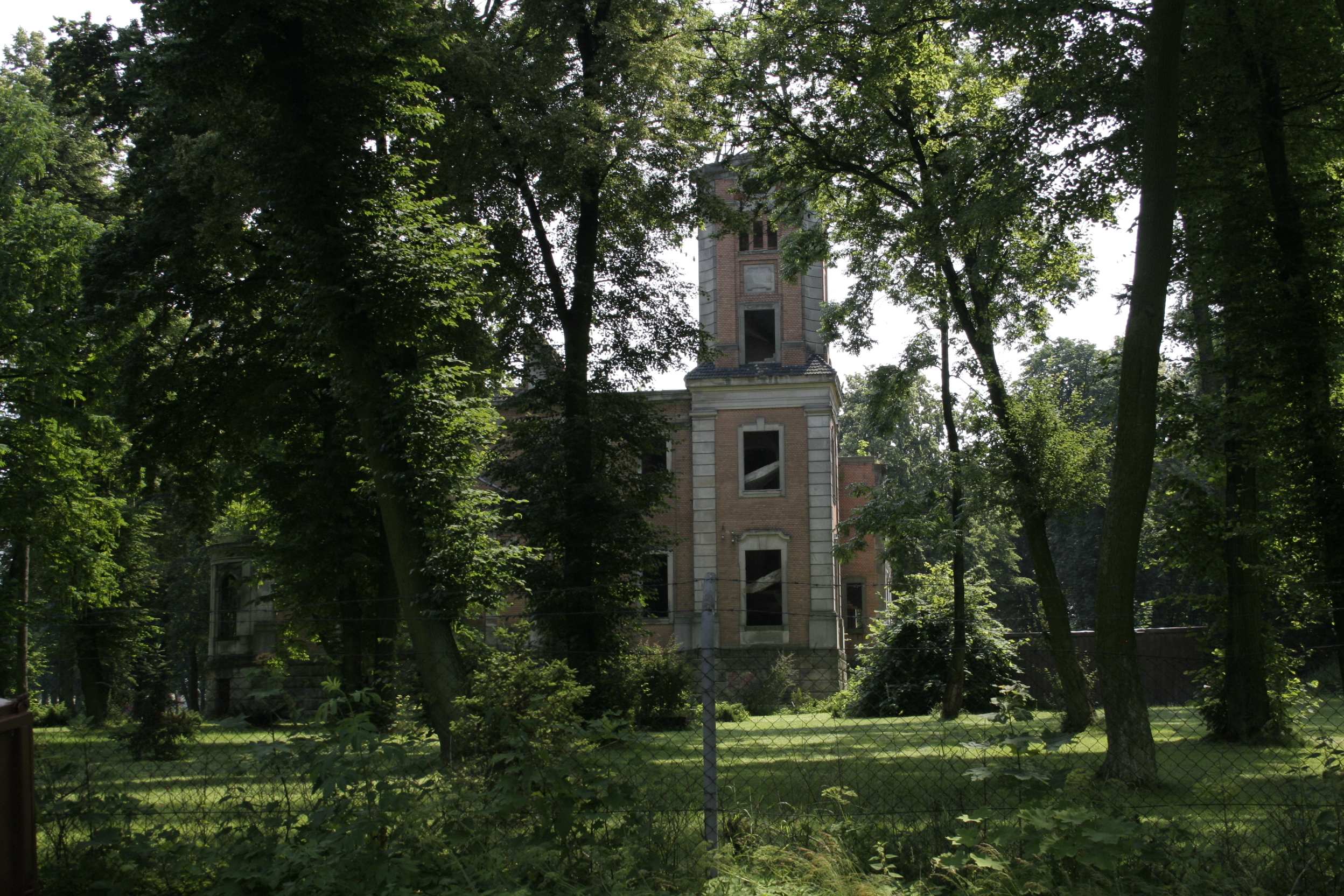
Nowy pałac. Narożnik z wieżą (2009)